# Hunted (série télévisée)
Pour les articles homonymes, voir Hunted.
Hunted est une série télévisée d'espionnage britannique en huit épisodes de 52 minutes créée par Frank Spotnitz et diffusée du 4 octobre au 22 novembre 2012 sur BBC One, et à partir du 19 octobre 2012 sur Cinemax aux États-Unis.
En France, la série est diffusée entre le 20 février et le 13 mars 2013 sur Jimmy et au Québec à partir du 17 mars 2013 à Super Écran puis rediffusée à partir du 30 juin 2015 sur Ztélé. Néanmoins, elle reste inédite dans les autres pays francophones.

## Synopsis
Espionne pour une agence indépendante, Samantha Hunter réalise — après qu'on a tenté vainement de la tuer — que tout a probablement été orchestré par sa propre équipe. Une fois guérie de ses blessures, la jeune femme revient à Londres et est affectée sur de nouvelles missions. Son avenir est d'autant plus obscur qu'elle ignore en qui elle peut avoir confiance et qui veut sa mort.

## Distribution

### Acteurs principaux
- Melissa George (VF : Laurence Dourlens) : Sam Hunter
- Adam Rayner (VF : Rémi Bichet) : Aidan Marsh
- Stephen Dillane (VF : Michel Dodane) : Rupert Keel
- Stephen Campbell Moore (VF : Philippe Valmont) : Stephen Turner
- Adewale Akinnuoye-Agbaje (VF : Jean-Paul Pitolin) : Deacon Crane
- Morven Christie (VF : Valérie Nosrée) : Zoe Morgan
- Lex Shrapnel (en) (VF : Jérôme Pauwels) : Ian Fowkes
- Dhafer El Abidine (VF : Serge Faliu) : Bernard Faroux
- Indira Varma (VF : Laurence Bréheret) : Natalie Thorpe
- Patrick Malahide (VF : Georges Claisse) : Jack Turner
- Oscar Kennedy : Edward Turner

### Acteurs secondaires
- Dermot Crowley (VF : Michel Prud'homme) : George Ballard
- Doc Brown (en) (VF : Namakan Koné) : Tyrone
- David Stern (VF : Jean-Bernard Guillard) : Dave Ryder
- Richard Lintern (VF : Guy Chapelier) : Hector Stokes
- Tom Beard (it) (VF : Jean-Pol Brissart) : Bingham
- Alan Williams (VF : Philippe Ariotti) : Frank Hodge
- Scott Handy (VF : Christian Visine) : Le faux Dr Horst Goebel / L'homme au visage sans expression
- Manjinder Virk (en) (VF : Ingrid Donnadieu) : Simran Bains
- Aaron Neil (VF : Pierre Forest) : Rahim Soomro
- Jonathan Phillips (VF : Bernard Bollet) : Inspecteur Everett
- James Daffern (VF : Fabien Jacquelin) : Andrew Hayden
- Uriel Emil : Hasan Moussa

- Version française
  - Société de doublage : Technicolor[5]
  - Direction artistique : Nathalie Raimbault[5]
  - Adaptation des dialogues : Sophie Désir et Valérie Marchand[5]

Source VF : Doublage Séries Database

## Production
En septembre 2011, Melissa George décroche le rôle principal du projet Nemesis produit par Frank Spotnitz, commandé initialement par la BBC et Cinemax en janvier dernier. Elle est rejointe le mois suivant par Adam Rayner. La production débute en novembre, en Écosse, à Londres et au Maroc, révélant le reste de la distribution, soit Stephen Dillane ("Game of Thrones" et "John Adams"), Morven Christie ("The Young Victoria"), Adewale Akinnuoye-Agbaje ("Lost", "Strike Back"), Lex Shrapnel (en) ("Captain America: The First Avenger"), Uriel Emil ("Criminal Justice"), Patrick Malahide ("Billy Elliot", "Five Days"), Stephen Campbell Moore ("The Bank Job", "The History Boys") et Oscar Kennedy ("Toast"). En avril 2012, la série adopte son titre actuel.
Le 14 novembre 2012, BBC a annulé la série dû aux audiences insatisfaisantes. Cinemax est en pourparlers avec le créateur et Melissa George afin de poursuivre la série, laissé sans suite.

## ÉpisodesLa Survivante(Mort)
Sam travaille pour une société d'espionnage. En mission à Tanger elle tombe dans un traquenard dans lequel elle perd son bébé et est laissée pour morte. Après un an, passé à se soigner, elle revient dans son agence à Londres pour essayer de savoir qui a pu tenter de la tuer au sein de sa propre équipe.
Elle intègre une nouvelle mission. Elle fait semblant de sauver le petit Eddy d'une fausse tentative de kidnapping en se faisant passer pour une touriste américaine en recherche d'emploi. Ce garçon est le fils de Steven Turner qui l'invite à boire un verre le lendemain pour la remercier.
Elle se fait passer pour Alex Kent une ancienne institutrice. Et elle est engagée par Steven pour s'occuper d'Eddy. Elle doit en profiter pour espionner le père de Steven, cible du client de l'agence d'espionnage privée pour laquelle elle travaille.
1. La survivante
2. Deuxième sous-sol (LB)
3. Au plus offrant (Hourglass)
4. Kismet (Kismet)
5. Les Ambassadeurs (Ambassadors)
6. Polyhedrus (Polyhedrus)
7. Le Barrage (Khyber)
8. La Petite Fille de neige (Snow Maiden)